# Байгази
Байгази́ (каз. Байғазы) — село у складі Кербулацького району Жетисуської області Казахстану. Входить до складу Алтинемельського сільського округу.
У радянські часи село називалось Ферма № 1 совхоза імені Кірова.
Населення — 355 осіб (2021; 357 у 2009, 379 у 1999, 501 у 1989).